# Плавецки Мікулаш
Плавецки Мікулаш (словац. Plavecký Mikuláš) — село, громада округу Малацки, Братиславський край, південно-західна Словаччина, регіон Загоріє. Кадастрова площа громади — 26,73 км².
Населення 725 осіб (станом на 31 грудня 2017 року).

## Історія
Плавецки Мікулаш згадується в 1394 році.

## Населення
| Рік:            | 1994. | 2004.   | 2014.   | 2024.   |
| --------------- | ----- | ------- | ------- | ------- |
| Кількість осіб: | 731   | 719     | 717     | 740     |
| Різниця:        |       | -1,64 % | -0,27 % | +3,20 % |

| Рік:            | 2023. | 2024.   |
| --------------- | ----- | ------- |
| Кількість осіб: | 729   | 740     |
| Різниця:        |       | +1,50 % |